# Apinan Chamratruangrong
Apinan Chamratruangrong (thailändisch อภินันท์ จำรัสเรืองรอง; * 11. August 2002) ist ein thailändischer Fußballspieler.

## Karriere
Apinan Chamratruangrong steht seit 2023 beim Kasetsart FC unter Vertrag. Der Verein aus der Hauptstadt Bangkok spielt in der zweiten Liga, der Thai League 2. Sein Zweitligadebüt gab Apinan Chamratruangrong am 2. Dezember 2023 (14. Spieltag) im Auswärtsspiel gegen den Lampang FC. Bei dem 1:0-Auswärtserfolg stand er in der Startelf und wurde nach der Halbzeitpause gegen Kandanai Thawornsak ausgewechselt. In seiner ersten Profisaison bestritt er elf Ligaspiele. Am Ende der Saison 2023/24 belegte er mit Kasetsart den 16. Tabellenplatz und musste somit in die dritte Liga absteigen.